# FC Olimp Comrat
El FC Olimp Comrat es un club de fútbol de Moldavia de la ciudad de Comrat. Fue fundado en 2013 y juega en la Liga 1 de Moldavia, la segunda división del fútbol moldavo.

## Estadio
Olimp Comrat jugará sus partidos de local en el Estadio Comrat, que se inaugurará en la primavera de 2021. Tiene capacidad de 5,000 espectadores. Anteriormente, el club jugó sus partidos de local en Ceadîr-Lunga.

## Palmarés
- Liga 2 de Moldavia

Campeón (1) : (2010)